# Admiral Muskwe
Admiral Dalindlela Muskwe (Leicester, 21 agosto 1998) è un calciatore zimbabwese con cittadinanza britannica, attaccante dell'IFK Mariehamn.

## Carriera

### Club
Nato a Leicester, in Inghilterra, da genitori originari dello Zimbabwe, inizia a giocare a calcio a 9 anni, nelle giovanili del Leicester City. Nel 2016 passa nella squadra Under-23.

### Nazionale
Inizia a giocare nelle nazionali giovanili inglesi nel 2013, disputando 1 gara con l'Under-16.
Nel 2014 gioca 4 amichevoli con l'Under-17, segnando 1 gol.
Nel 2017 decide di optare per lo Zimbabwe, paese d'origine dei genitori, facendo il suo esordio in nazionale maggiore l'8 novembre, nell'amichevole persa per 1-0 in trasferta a Maseru contro il Lesotho, sfida nella quale entra all' 85' al posto di Tendai Ndoro. Viene convocato per la Coppa delle nazioni africane 2021.

## Statistiche
Dati aggiornati al 13 settembre 2019.

### Cronologia presenze e reti in nazionale
| Cronologia completa delle presenze e delle reti in nazionale ― Zimbabwe | Cronologia completa delle presenze e delle reti in nazionale ― Zimbabwe | Cronologia completa delle presenze e delle reti in nazionale ― Zimbabwe | Cronologia completa delle presenze e delle reti in nazionale ― Zimbabwe | Cronologia completa delle presenze e delle reti in nazionale ― Zimbabwe | Cronologia completa delle presenze e delle reti in nazionale ― Zimbabwe | Cronologia completa delle presenze e delle reti in nazionale ― Zimbabwe | Cronologia completa delle presenze e delle reti in nazionale ― Zimbabwe |
| Data                                                                    | Città                                                                   | In casa                                                                 | Risultato                                                               | Ospiti                                                                  | Competizione                                                            | Reti                                                                    | Note                                                                    |
| ----------------------------------------------------------------------- | ----------------------------------------------------------------------- | ----------------------------------------------------------------------- | ----------------------------------------------------------------------- | ----------------------------------------------------------------------- | ----------------------------------------------------------------------- | ----------------------------------------------------------------------- | ----------------------------------------------------------------------- |
| 8-11-2017                                                               | Maseru                                                                  | Lesotho                                                                 | 1 – 0                                                                   | Zimbabwe                                                                | Amichevole                                                              | -                                                                       | 85’                                                                     |
| 5-6-2019                                                                | Durban                                                                  | Zimbabwe                                                                | 0 – 0 (2 – 4 dtr)                                                       | Zambia                                                                  | Coppa COSAFA 2019 - Semifinale                                          | -                                                                       |                                                                         |
| 5-9-2019                                                                | Gibuti                                                                  | Somalia                                                                 | 1 – 0                                                                   | Zimbabwe                                                                | Qual. Mondiali 2022                                                     | -                                                                       | 75’                                                                     |
| 10-9-2019                                                               | Bulawayo                                                                | Zimbabwe                                                                | 3 – 1                                                                   | Somalia                                                                 | Qual. Mondiali 2022                                                     | 1                                                                       | 53’                                                                     |
| Totale                                                                  |                                                                         | Presenze                                                                | 4                                                                       |                                                                         | Reti                                                                    | 1                                                                       |                                                                         |